# ماسالاتسا
ماسالاتسا (به لیوونیایی: Piški Salats) در لتونی با جمعیت ۲٬۴۱۲ نفر است که در شهرداری ماسالاتسا واقع شده‌است.